# Humanistisk konfirmation
Denna artikel handlar om förbundet Humanisternas konfirmation. Se sekulär konfirmation för icke-religiös mognadsexamen i allmänhet.
Humanistisk Konfirmation är ett årligt livsåskådningsläger för 15-åringar och anordnas av Humanisterna.

## Historik
Borgerlig konfirmation har under detta namn förekommit i arbetarrörelsens regi under första halvan av 1900-talet och förekom bland annat i Tyskland och Danmark, men ebbade ut och försvann. På 1950-talet bildades en organisation för borgerlig konfirmation i Norge och ur den uppstod organisationen Human-Etisk Forbund.
På 1990-talet började Humanisterna (dåvarande Human-Etiska Förbundet) i liten skala hålla borgerlig konfirmation i studiecirkelform. Verksamheten ändrades till ett läger som bedrevs i form av "upplevelsebaserad inlärning" där fokus inte ligger på klassrumspedagogik, utan på diskussioner, lekar och aktivt deltagande av konfirmanderna - en pedagogik som fortfarande används. Efter några år bytte lägret namn till Humanistisk konfirmation, dels för att koppla det till humanismen, men också för att vissa förknippade ordet borgerlig med politik.
De senaste åren har man bedrivit ca 8 läger årligen med 100-talet deltagare.

## Innehåll
Enligt Humanisterna ska inte ordet konfirmation uppfattas som att man bekräftar en tro. I stället menar man att det är konfirmanderna själva, och steget in i vuxenvärlden som konfirmeras. Man ser inte själva avslutningen som konfirmation, utan det är lägret som är konfirmationen och avslutningen syftar till att ge den en värdig inramning.
En normal dag är indelad i två pass med diskussioner och en lång lunchrast där konfirmanderna kan umgås, leka eller helst fortsätta diskussionerna. Ämnen som tas upp under veckan är livsstilar, rasism, rätt och fel (etik och moral), mänskliga rättigheter, könsroller samt kärlek och sex.
Ett pass inleds i regel med "lappning" där handledarna presenterar ett ämne och deltagarna får skriva det första de kommer att tänka på lappar. Lapparna sorteras sedan på en tavla, konfirmanderna delas in i mindre grupper och får diskutera utifrån lapparna. En handledare är med varje grupp och leder diskussionerna genom att ställa frågor som deltagarna sedan själva diskuterar kring. Handledaren fungerar inte som lärare utan mer som mentor och diskussionsledare. Meningen är att deltagarna ska diskutera så mycket som möjligt utan handledarens inblandning.
Den sista dagen består i att deltagarna själva bestämmer om avslutningen och dess innehåll. Vissa programpunkter är obligatoriska, såsom högtidstal, handledarnas tal till konfirmanderna och konfirmandernas tal till handledarna. Resten fyller deltagarna ut med sketcher, sång, musik och fler tal.